# Hakodates spårväg
Hakodates spårväg (japanska: 函館市電?, Hakodate shiden) är ett spårvägsnät i staden Hakodate på Hokkaido i Japan. Nätet består av två linjer och ägs av Hakodate stad.
Spårvägstrafiken i Hakodate började med en privatägd hästspårväg år 1897. Den konverterades till elektrisk drift år 1913 och övertogs av staden år 1943. Nätet var som störst 17,9 km, men år 1978 lades den första delen ned. År 1992 lades ytterligare delar av nätet ned och kvar blev dagens nät på 10,9 km som består av en huvudlinje som går från Yunokawa, en onsen i östra delen av Hakodate, genom stadens centrala delar, bland annat förbi järnvägsstationen, för att i västra delen av staden grena sig i två delar; en till ett varv i västra delen av staden, Hakodate Dock-mae och en gren till Yachigashira.
Nätet trafikeras av två linjer; linje 2 Yunokawa-Yachigashira och linje 5 Yunokawa-Hakodate Dock-mae.

## Linjenät och viktigare hållplatser

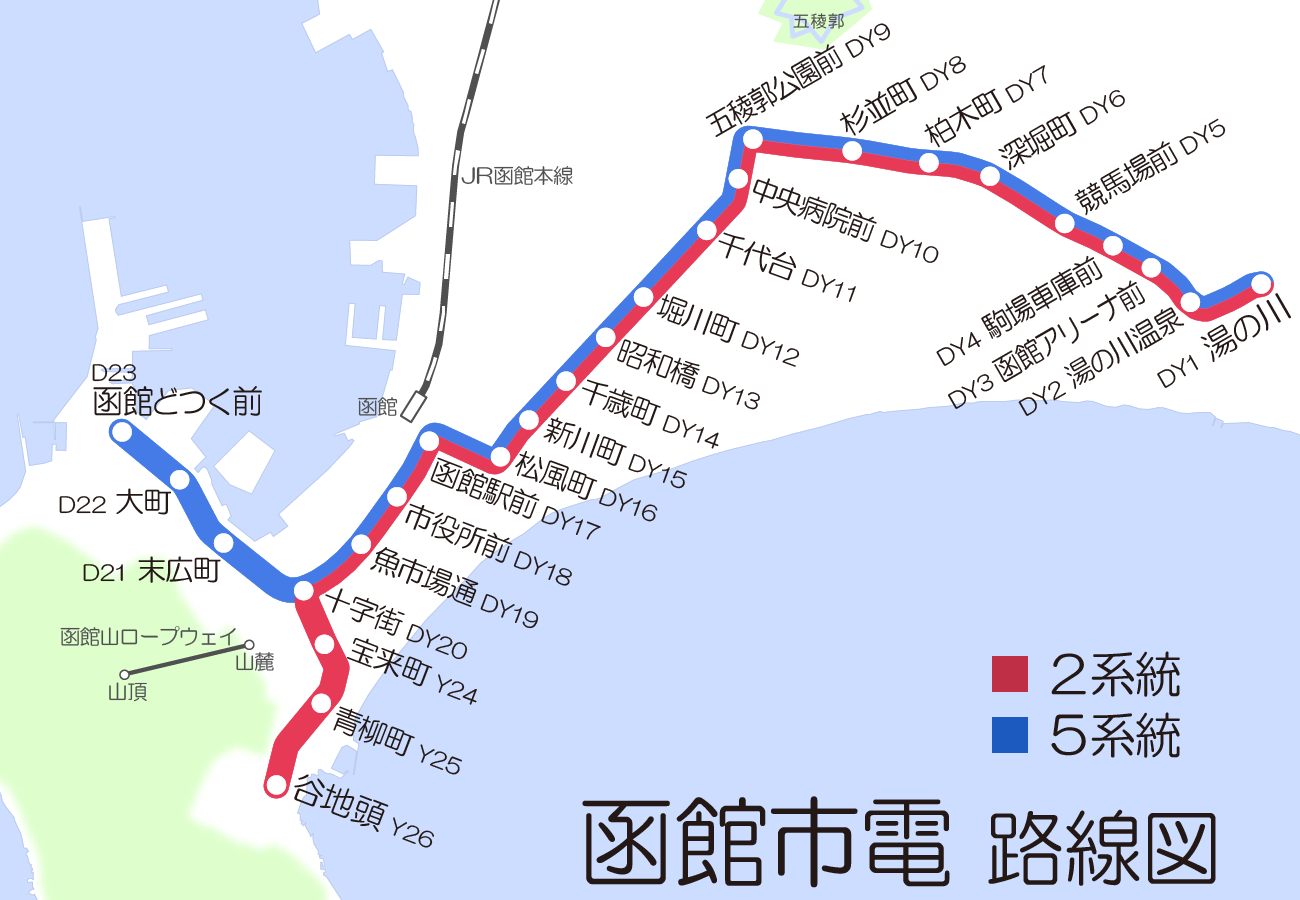
Linjenät

| Hållplatsnamn | Hållplatsnamn     | Hållplatskod | Km från Yunokawa |
| ------------- | ----------------- | ------------ | ---------------- |
| 湯の川        | Yunokawa          | DY1          | 0,0              |
| 五稜郭公園前  | Goryōkaku-kōenmae | DY9          | 3,5              |
| 函館駅前      | Hakodate-eki-mae  | DY17         | 6,5              |
| 十字街        | Jūjigai           | DY20         | 7,8              |
| 函館どつく前  | Hakodate Dock-mae | D23          | 9,3              |
| 谷地頭        | Yachigashira      | Y26          | 9,2              |